# 库尔特方丹
库尔特方丹（法語：Courtefontaine，法語發音：[kuʁtəfɔ̃tɛn]）是法国杜省的一个市镇，属于蒙贝利亚尔区。

## 地理
库尔特方丹（47°19'14"N, 6°54'29"E）面积7.7 平方千米，位于法国勃艮第-弗朗什-孔泰大區杜省，该省份为法国东部内陆省份，北起上索恩省，西接汝拉省，东部及东南部与瑞士接壤，东北部与贝尔福地区省接壤。
与库尔特方丹接壤的市镇（或旧市镇、城区）包括：安德维莱尔、蒙茹瓦堡、莱普兰和格朗塞萨尔、苏尔斯塞尔奈、沃夫雷。

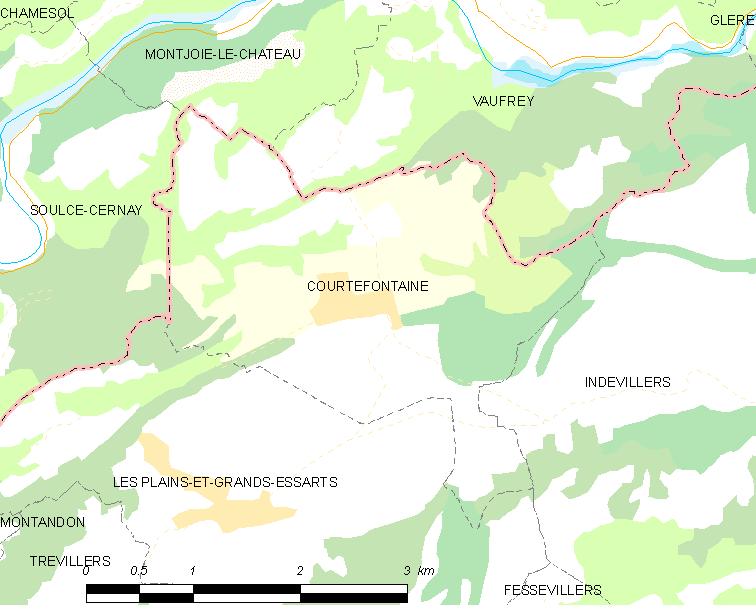
库尔特方丹的OSM定位图

库尔特方丹的时区为UTC+01:00、UTC+02:00（夏令时）。

## 行政
库尔特方丹的邮政编码为25470，INSEE市镇编码为25174。

## 政治
库尔特方丹所属的省级选区为迈什县。

## 人口

1962-2008年间库尔特方丹人口变化图示

库尔特方丹于2022年1月1日时的人口数量为247人。